# Ramphotyphlops affinis
Ramphotyphlops affinis este o specie de șerpi din genul Ramphotyphlops, familia Typhlopidae, descrisă de Boulenger 1889. Conform Catalogue of Life specia Ramphotyphlops affinis nu are subspecii cunoscute.